# Oedipina collaris
Espèce
Synonymes
- Spelerpes collaris Stejneger, 1907
- Oedipina serpens Taylor, 1949

Statut de conservation UICN

 DD  : Données insuffisantes
Oedipina collaris est une espèce d'urodèles de la famille des Plethodontidae.

## Répartition
Cette espèce est endémique de l'Amérique centrale. Elle se rencontre jusqu'à 600 m d'altitude :
- au Nicaragua ;
- au Costa Rica ;
- au Panama.

## Publication originale
- Stejneger, 1907 : A new salamander from Nicaragua. Proceedings of the United States National Museum, vol. 32, p. 465-466 (texte intégral).